# Лисья белка
Лисья белка, или чёрная белка (лат. Sciurus niger, «белка чёрная») — млекопитающее семейства беличьих, обитающее в Северной Америке.

## Описание
Длина тела составляет от 45 до 70 см, при этом на хвост приходится от 20 до 33 см. Масса животного составляет от 500 до 1000 г. Окрас шерсти зависит от подвида и варьируется от светло-коричнево-желтоватого до тёмно-коричнево-чёрного цвета. Брюхо часто светлое, у некоторых особей на морде и хвосте присутствует белый рисунок.

## Распространение
Лисья белка обитает в восточной половине Северной Америки, от южной Канады до северной Мексики.

## Образ жизни
Лисья белка очень подвижная, активна в дневное время. Животные используют в период размножения самодельные гнёзда или дупла деревьев.

## Питание
Питание лисьих белок состоит из семян деревьев, орехов, ягод, плодов, коры, почек, насекомых, птичьих яиц и мелких рептилий. Они закапывают часть своих припасов на зиму, способствуя тем самым распространению растений.

## Размножение
Дважды в год, летом и зимой, лисьи белки приносят потомство. Детёныши появляются на свет слепыми и голыми. Примерно через 3 месяца они становятся самостоятельными, а через год достигают половой зрелости. Максимальная продолжительность жизни составляет 12,6 лет у самок и 8,6 лет у самцов.

## Естественные враги
К врагам лисьих белок наряду с человеком (охота) принадлежат ястребы, змеи и рыси.

## Подвиды
- Sciurus niger niger
- Sciurus niger avicennia
- Sciurus niger vulpinus
- Sciurus niger cinereus
- Sciurus niger shermani